# Malberg (Eifel)
Malberg település Németországban, Rajna-vidék-Pfalz tartományban. Lakosainak száma 570 fő (2023. december 31.).

## Népesség
A település népességének változása:
| Lakosok száma | 884  | 617  | 569  | 563  | 571  | 581  | 570  |
|               | 1975 | 2014 | 2017 | 2019 | 2021 | 2022 | 2023 |